# Dani (magazin)
Dani, mjesečni je informativno-politički magazin u izdanju najstarijeg bosanskohercegovačkog dnevnog lista Oslobođenje.

## Povijest
Kao BH Dani, magazin je osnovan u Sarajevu 3. rujna 1992. godine. Sve do prodaje Oslobođenju 2010. godine, Dani su izlazili u izdanju Civitas d.o.o. Sarajevo. Tjedna cirkulacija ovog lista je bila 25.000 primjeraka (iako je marketing Dana tvrdio da je svaku kopiju u prosjeku čitalo od četiri do šest ljudi dajući im navodno "stvarnu" nakladu od 100.000.).
Neovisno i objektivno redakcija Dana istražuje i analizira aktualne događaje, iz svih uglova, donosi ekskluzivne intervjue, zanimljive putopise, kolumne i priče o društvu, kulturi, businessu, politici, sportu, tehnologiji i modi. Magazin ima neovisnu uredničku politiku, fokus na građanske a ne nacionalne vrijednosti, te multilateralizam i zapadno orijentiranu viziju bosanskohercegovačkog društva.

## Nagrade
- Nagrada za najbolje novine u Bosni i Hercegovini 1993. od Saveza novinara Bosne i Hercegovine
- Nagrada Fonda Otvoreno društvo BiH 1995
- Međunarodna nagrada Olof Palme za 1998.[2]

## Vanjske poveznice
- Službena stranica magazina Dani